# Ignacio Ferri Julià
Ignacio Ferri Julià (Montaverner, Valencia, 5 de octubre de 2004) deportivamente conocido como Nacho Ferri, es un futbolista español que juega de delantero para el Koninklijke Voetbalclub Kortrijk de la Jupiler Pro League de Bélgica.

## Trayectoria
Es un delantero formado en las categorías inferiores del Montaverner hasta 2012, cuando ingresó en el FC Ontinyent, donde estuvo durante cinco temporadas, hasta 2017.
En 2017, con apenas 12 años ingresa en la UD Alzira en el que jugaría en categoría infantil, cadete y juvenil durante cuatro temporadas. 
En julio de 2021, firma por el Eintracht Fráncfort para formar parte de su equipo sub-19.
En la temporada 2022-23, forma parte de la plantilla del Eintracht Fráncfort II de la Hessenliga, con el que lograría anotar 23 goles y 10 asistencias en 28 partidos.
En noviembre de 2022, renovaría su contrato con el Eintracht Fráncfort hasta 2025.

### Selección nacional
Nacho ha sido internacional con la selección española en las categorías sub-15 y sub-17. En mayo de 2023, sería convocado con la selección sub-19, para disputar dos amistosos.

## Clubes
| Club                   | País     | Años              |
| ---------------------- | -------- | ----------------- |
| Eintracht Fráncfort II | Alemania | 2022 - Actualidad |